# Jānis Teodors Indāns
Jānis Teodors Indāns, latvijski general, * 1895, † 1941.